# Цефами
Цефеми (англ. cephems) — натуральні та синтетичні антибіотики, які містять ядро 5-тіа-1-азабіцикло[4.2.0]октан-8-она. Звичайно припускається для нього 6R-конфігурацію. Там, де прийнята нумерація відрізняється від баєрівської для біциклічної системи, вона вказується в дужках.